# تاريخ شركة مايكروسوفت

شعار شركة مايكروسوفت منذ 23،آب،2012

مايكروسوفت شركة متعددة الجنسيات لتقنيات الحاسوب.
تاريخ مايكروسوفت بدأ في 4،نيسان1975، عندما أسسها بيل غيتس وبول ألين في ألباكركي،نيومكسيكو.
يعد نظام التشغيل مايكروسوفت ويندوز ومجموعة البرامج الإنتاجية مايكروسوفت أوفيس من منتجاتها الأكثر مبيعاً.
في عام 1980 شكلت مايكروسوفت شراكة مع شركة أي بي إم مما أتاح لهم تشغيل نظام التشغيل مايكروسوفت ويندوز على أجهزة حواسيب أي بي إم -مايكروسوفت دفعت رسوم لكل عملية بيع- . في عام 1985 طلبت أي بي إم من مايكروسوفت إنشاء نظام تشغيل جديد يتوافق مع أجهزتها سمي أو إس/2 ، كتبت مايكروسوفت نظام التشغيل لكنها واصلت بيعه بدلاً منهم ،حيث أثبتت أنها ستكون في منافسة مباشرة من خلال أو إس/2.
عندما أطلقت مايكروسوفت إصدارات عديدة من مايكروسوفت ويندوز في عام 1990 استولت على أكثر من 90% من مبيعات السوق لأجهزة الحواسيب الشخصية في العالم.
حققت الشركة الآن نجاحاً كبيراً حيث أنها لعام 2013 عائدات مايكروسوفت العالمية وصلت إلى 77.85 مليار دولار مع 110000 موظف في 105 بلد ، تطوّر وتصنّع وترّخص مجموعة واسعة من المنتجات البرمجية للأجهزة الحاسوبية.